# The event (pel·lícula de 2015)
The event (originalment en rus, Событие) és una pel·lícula documental belgoneerlandesa del 2015 en llengua russa sobre l'intent de cop d'estat a la Unió Soviètica de 1991. La cinta està produïda, escrita i dirigida per Serguí Loznítsia. Es va projectar fora de competició a la 72a edició del Festival de Cinema de Venècia. Ha estat subtitulada al català.